# Eddie Powers Memorial Trophy
Eddie Powers Memorial Trophy je hokejová trofej, která je každoročně udělována nejlepším střelcům Ontario Hockey League. Trofej je udělována od sezóny 1945-46 a byla pojmenována po Eddie Powersovi.

## Vítězové Eddie Powers Memorial Trophy
| Sezóna  | Hráč                                       | Tým                                                    |
| ------- | ------------------------------------------ | ------------------------------------------------------ |
| 2023/24 | David Goyette                              | Sudbury Wolves                                         |
| 2022/23 | Matthew Maggio                             | Windsor Spitfires                                      |
| 2021/22 | Wyatt Johnston                             | Windsor Spitfires                                      |
| 2020/21 | trofej neudělena kvůli pandemii coronaviru | trofej neudělena kvůli pandemii coronaviru             |
| 2019/20 | Marco Rossi                                | Ottawa 67's                                            |
| 2018/19 | Jason Robertson                            | Kingston Frontenacs/Niagara IceDogs                    |
| 2017/18 | Aaron Luchuk                               | Windsor Spitfires/Barrie Colts                         |
| 2016/17 | Alex DeBrincat                             | Erie Otters                                            |
| 2015/16 | Kevin Labanc                               | Barrie Colts                                           |
| 2014/15 | Dylan Strome                               | Erie Otters                                            |
| 2013/14 | Connor Brown                               | Erie Otters                                            |
| 2012/13 | Vincent Trocheck                           | Saginaw Spirit/Plymouth Whalers                        |
| 2011/12 | Michael Sgarbossa                          | Sudbury Wolves                                         |
| 2010/11 | Tyler Toffoli Jason Akeson                 | Ottawa 67's Kitchener Rangers                          |
| 2009/10 | Taylor Hall Tyler Seguin                   | Windsor Spitfires Plymouth Whalers                     |
| 2008/09 | John Tavares                               | London Knights                                         |
| 2007/08 | Justin Azevedo                             | Kitchener Rangers                                      |
| 2006/07 | Patrick Kane                               | London Knights                                         |
| 2005/06 | Rob Schremp                                | London Knights                                         |
| 2004/05 | Corey Perry                                | London Knights                                         |
| 2003/04 | Corey Locke                                | Ottawa 67’s                                            |
| 2002/03 | Corey Locke                                | Ottawa 67’s                                            |
| 2001/02 | Nathan Robinson                            | Belleville Bulls                                       |
| 2000/01 | Kyle Wellwood                              | Belleville Bulls                                       |
| 1999/00 | Sheldon Keefe                              | Barrie Colts                                           |
| 1998/99 | Peter Sarno                                | Sarnia Sting                                           |
| 1997/98 | Peter Sarno                                | Windsor Spitfires                                      |
| 1996/97 | Marc Savard                                | Oshawa Generals                                        |
| 1995/96 | Aaron Brand                                | Sarnia Sting                                           |
| 1994/95 | Marc Savard                                | Oshawa Generals                                        |
| 1993/94 | Jason Allison                              | London Knights                                         |
| 1992/93 | Andrew Brunette                            | Owen Sound Platers                                     |
| 1991/92 | Todd Simon                                 | Niagara Falls Thunder                                  |
| 1990/91 | Eric Lindros                               | Oshawa Generals                                        |
| 1989/90 | Keith Primeau                              | Niagara Falls Thunder                                  |
| 1988/89 | Bryan Fogarty                              | Niagara Falls Thunder                                  |
| 1987/88 | Andrew Cassels                             | Ottawa 67’s                                            |
| 1986/87 | Scott McCrory                              | Oshawa Generals                                        |
| 1985/86 | Ray Sheppard                               | Cornwall Royals                                        |
| 1984/85 | Dave MacLean                               | Belleville Bulls                                       |
| 1983/84 | Tim Salmon                                 | Kingston Canadians                                     |
| 1982/83 | Doug Gilmour                               | Cornwall Royals                                        |
| 1981/82 | Dave Simpson                               | London Knights                                         |
| 1980/81 | John Goodwin                               | Sault Ste. Marie Greyhounds                            |
| 1979/80 | Jim Fox                                    | Ottawa 67’s                                            |
| 1978/79 | Mike Foligno                               | Sudbury Wolves                                         |
| 1977/78 | Bobby Smith                                | Ottawa 67’s                                            |
| 1976/77 | Dwight Foster                              | Kitchener Rangers                                      |
| 1975/76 | Mike Kaszycki                              | Sault Ste. Marie Greyhounds                            |
| 1974/75 | Bruce Boudreau                             | Toronto Marlboros                                      |
| 1973/74 | Jack Valiquette Rick Adduono               | Sault Ste. Marie Greyhounds St. Catharines Black Hawks |
| 1972/73 | Blake Dunlop                               | Ottawa 67’s                                            |
| 1971/72 | Dave Gardner Billy Harris                  | Toronto Marlboros                                      |
| 1970/71 | Marcel Dionne                              | St. Catharines Black Hawks                             |
| 1969/70 | Marcel Dionne                              | St. Catharines Black Hawks                             |
| 1968/69 | Réjean Houle                               | Montreal Junior Canadiens                              |
| 1967/68 | Tom Webster                                | Niagara Falls Flyers                                   |
| 1966/67 | Derek Sanderson                            | Niagara Falls Flyers                                   |
| 1965/66 | André Lacroix                              | Peterborough Petes                                     |
| 1964/65 | Ken Hodge                                  | St. Catharines Black Hawks                             |
| 1963/64 | André Boudrias                             | Montreal Junior Canadiens                              |
| 1962/63 | Wayne Maxner                               | Niagara Falls Flyers                                   |
| 1961/62 | André Boudrias                             | Montreal Junior Canadiens                              |
| 1960/61 | Rod Gilbert                                | Guelph Biltmore Mad Hatters                            |
| 1959/60 | Chico Maki                                 | St. Catharines Teepees                                 |
| 1958/59 | Stan Mikita                                | St. Catharines Teepees                                 |
| 1957/58 | John McKenzie                              | St. Catharines Teepees                                 |
| 1956/57 | Bill Sweeney                               | Guelph Biltmore Mad Hatters                            |
| 1955/56 | Stan Baliuk                                | Kitchener Canucks                                      |
| 1954/55 | Hank Ciesla                                | St. Catharines Teepees                                 |
| 1953/54 | Brian Cullen                               | St. Catharines Teepees                                 |
| 1952/53 | Jim McBurney                               | Galt Black Hawks                                       |
| 1951/52 | Ken Laufman                                | Guelph Biltmore Mad Hatters                            |
| 1950/51 | Lou Jankowski                              | Oshawa Generals                                        |
| 1949/50 | Earl Reibel                                | Windsor Spitfires                                      |
| 1948/49 | Bert Giesebrecht                           | Windsor Spitfires                                      |
| 1947/48 | George Armstrong                           | Stratford Kroehlers                                    |
| 1946/47 | Fleming Mackell                            | Toronto St. Michael’s Majors                           |
| 1945/46 | Tod Sloan                                  | Toronto St. Michael’s Majors                           |

## Nejlepší střelci před rokem 1946, kdy byla ustanovena tato trofej
| Sezóna  | Hráč            | Tým                          |
| ------- | --------------- | ---------------------------- |
| 1944/45 | Leo Gravelle    | Toronto St. Michael’s Majors |
| 1943/44 | Ken Smith       | Oshawa Generals              |
| 1942/43 | Red Tilson      | Oshawa Generals              |
| 1941/42 | Bob Wiest       | Brantford Lions              |
| 1940/41 | Gaye Stewart    | Toronto Marlboros            |
| 1939/40 | Jud McAtee      | Oshawa Generals              |
| 1938/39 | Billy Taylor    | Oshawa Generals              |
| 1937/38 | Hank Goldup     | Toronto Marlboros            |
| 1936/37 | Billy Taylor    | Oshawa Generals              |
| 1935/36 | John O’Flaherty | West Toronto Redmen          |
| 1934/35 | Jimmy Good      | Toronto Lions                |
| 1933/34 | Joe Graboski    | Oshawa Majors                |